# Philistis
 Philistis (altgriechisch Φίλιστις), Filistida, Filistide oder Filistis war eine Königin des alten Syrakus und Frau des Tyrannen Hieron II. von Syrakus.

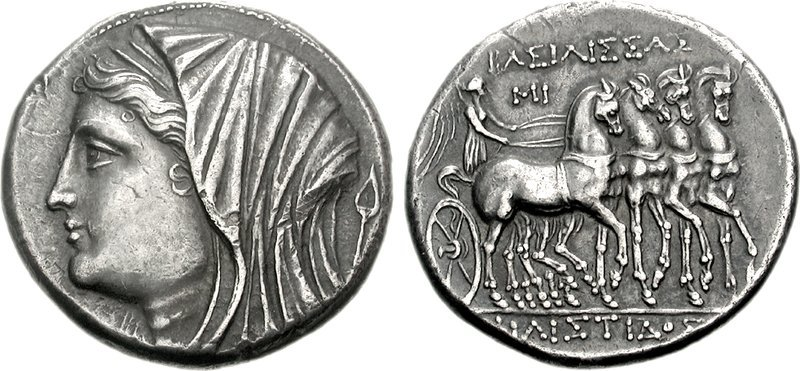
Philistis mit Schleier und Diadem auf einer Tetradrachme, 218 v. Chr.

## Geschichte
Philistis stammte aus einer reichen und angesehenen Familie und war Nachfahrin des Historikers Philistos. Philistis war die Tochter von Leptines, einem der führenden Oligarchen von Syrakus. Hieron heiratete sie, damit ihr Vater sich um ihre Interessen kümmern konnte, wenn er die Stadt aus militärischen Gründen verlassen musste. Sein Sohn Gelón regierte ungefähr 25 Jahre lang mit Hierón. Er starb 216 v. Chr., ein Jahr vor dem Tod seines Vaters.
Sie ist bekannt durch Darstellungen auf Münzen, auf denen sie als ΒΑΣΙΛΙΣΣΑΣ ΦΙΛΙΣΤΙΔΟΣ (= Königin Philistis) bezeichnet wird, sowie durch eine Inschrift ihres Namens in Versalien im griechischen Theater von Syrakus. 
Die Tatsache, dass sie hier mit Nereida, der Frau des Mitregenten Gelon II. von Syrakus in Verbindung gebracht wird, sowie der Stil und die Struktur der Münzen, die denen von Hiero II. und seinem Sohn sehr ähnlich sind, lassen den Schluss zu, dass die Münzen während der langen Regierungszeit von Hiero II. geprägt wurden. In der Forschung wird angenommen, dass Philistis die Frau von Hieron selbst war.